# گری سراب
گری سراب، روستایی از توابع بخش مرکزی شهرستان خرم‌آباد در استان لرستان ایران است.این روستا در دهستان کاکاشرف و یک کیلومتری جنوب روستای چنارخشکه و کنار رودخانه کاکاشرف واقع شده

## جمعیت
این روستا در دهستان کاکاشرف قرار دارد و براساس سرشماری مرکز آمار ایران در سال ۱۳۸۵، جمعیت آن ۵۶ نفر (۱۱خانوار) بوده‌است.اهالی از ایلات بالاگریوه (پاپی) هستند.